# 177 (liczba)
177 (sto siedemdziesiąt siedem) – liczba naturalna następująca po 176 i poprzedzająca 178.

## W matematyce
- 177 jest liczbą Ulama[1]
- 177 jest liczbą Leylanda (27 + 72)[2]
- 177 jest liczbą bezkwadratową[3]
- 177 jest palindromem liczbowym, czyli może być czytana w obu kierunkach, w pozycyjnym systemie liczbowym o bazie 11 (151)
- 177 należy do czterech trójek pitagorejskich (177, 236, 295), (177, 1736, 1745), (177, 5220, 5223), (177, 15664, 15665).

## W nauce
- liczba atomowa unseptseptium (niezsyntetyzowany pierwiastek chemiczny)
- galaktyka NGC 177
- planetoida (177) Irma
- kometa krótkookresowa 177P/Barnard 2

## W kalendarzu
177. dniem w roku jest 26 czerwca (w latach przestępnych jest to 25 czerwca). Zobacz też co wydarzyło się w roku 177, oraz w roku 177 p.n.e.